# آنیا تسروار
آنیا تسروار (صربی: Anja Crevar؛ زادهٔ ۲۴ مهٔ ۲۰۰۰) شناگر زن اهل صربستان است.
وی در مسابقات کشوری و بین‌المللی در مجموع برندهٔ ۲ مدال طلا، ۶ مدال نقره، ۳ مدال برنز شده‌است.